# クリシュナ・バハドゥル・ラナ
クリシュナ・バハドゥル・ラナ（英語: Krishna Bahadur Rana、ネパール語: कृष्णबहादुर राणा、1823年 - 1863年8月9日）、またはクリシュナ・バハドゥル・クンワル（英語: Krishna Bahadur Kunwar、ネパール語: कृष्णबहादुर कुँवर）は19世紀、ネパールの軍人、政治家、首相。1857年5月25日から6月28日まで、ネパールの代理首相を務めている。